# Український молодіжний форум Росії
Український молодіжний форум Росії (УМФР) — неформальна спільнота українських молодіжних організацій та окремих активістів українського молодіжного руху Росії, котра у 2011—2015 роках виконувала роль координуючого органу розвитку українського молодіжного руху на території Російської Федерації.

## Історія

### Перший з'їзд УМФР, Москва. 2011 рік
УМФР з'явилася у 2011 році, як проєкт зі згуртування молоді найбільшої діаспори українців світу — українців Росії. Перший форум нового утворення пройшов у Москві 8-10 квітня 2011 року та зібрав понад 50 представників різноманітних організацій українців Росії з Архангельська, Уфи, Саратова, Хабаровська, Твері, Курська, Волгограда, Іркутська, Казані, а також Москви та Московської області. Український молодіжний форум Росії не збиралися реєструвати, а саме об'єднання мало бути «горизонтальним» — тобто без єдиного керівника, всі рішення мали прийматися колегіально. А на період між з'їздами УМФР був утворений оргкомітет Українського молодіжного форуму Росії, в який могли увійти усі бажаючі.

### Другий з'їзд УМФР, Пушкіно. 2012 рік

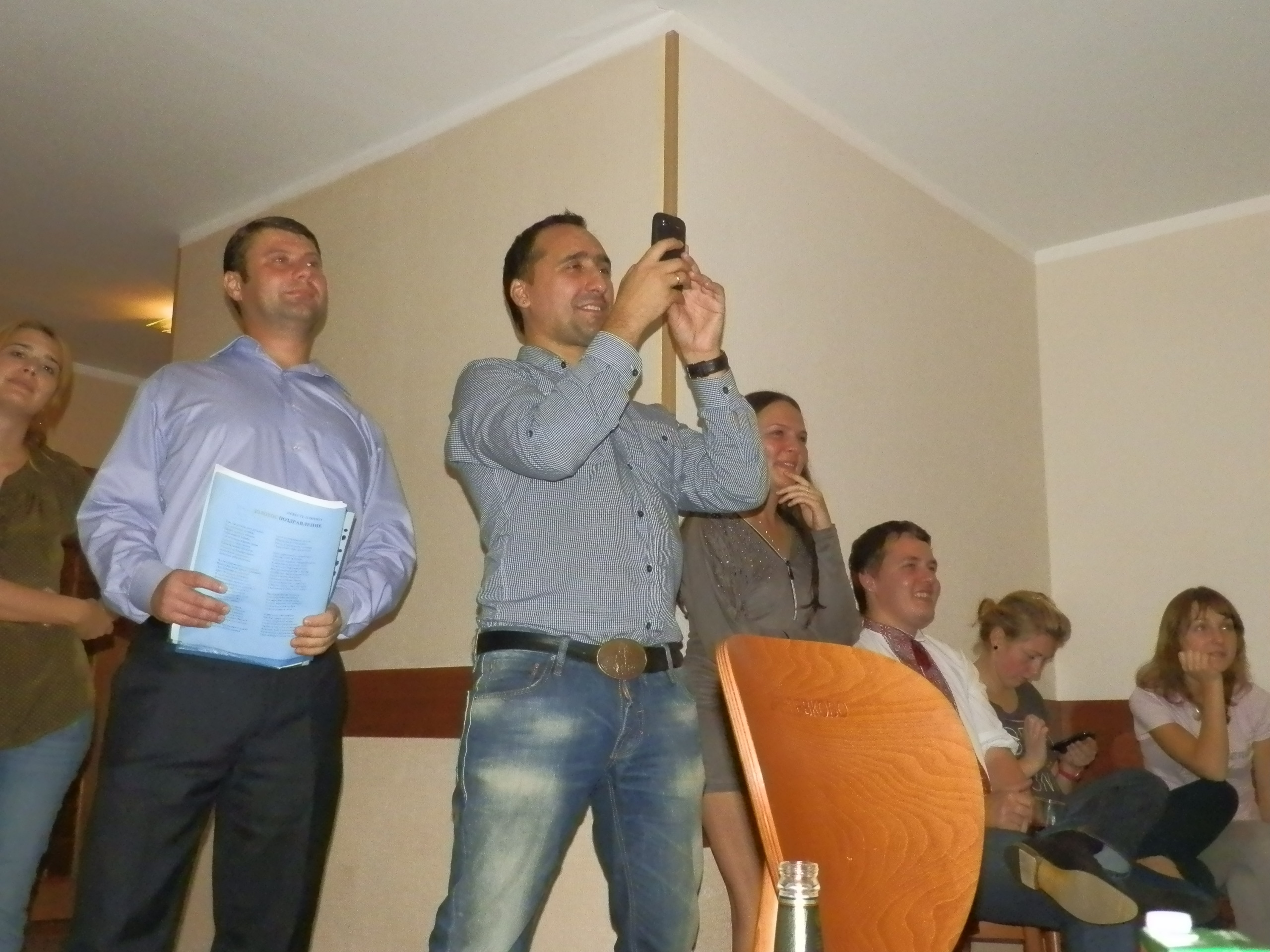
Вечір поезії в рамках другого УМФР. Пушкіно. Осінь 2012 року

Вдруге з'їзд УМФР пройшов у підмосковному Пушкіно 5-7 жовтня 2012 року, й в заході взяли участь понад 40 членів діаспори українців Росії, а також представники російської та української влади, зокрема, радник-посланник посольства України в РФ Володимир Іванов, голова адміністрації Пушкіно Віктор Лісін та Митрополи́т Богородський УПЦ КП Адріан (Старина). Учасники форуму взяли участь у тренінгах, відвідали бібліотеку української літератури у Москві, провели спортивні змагання.

### Трєтій з'їзд УМФР, Селігер. 2013 рік

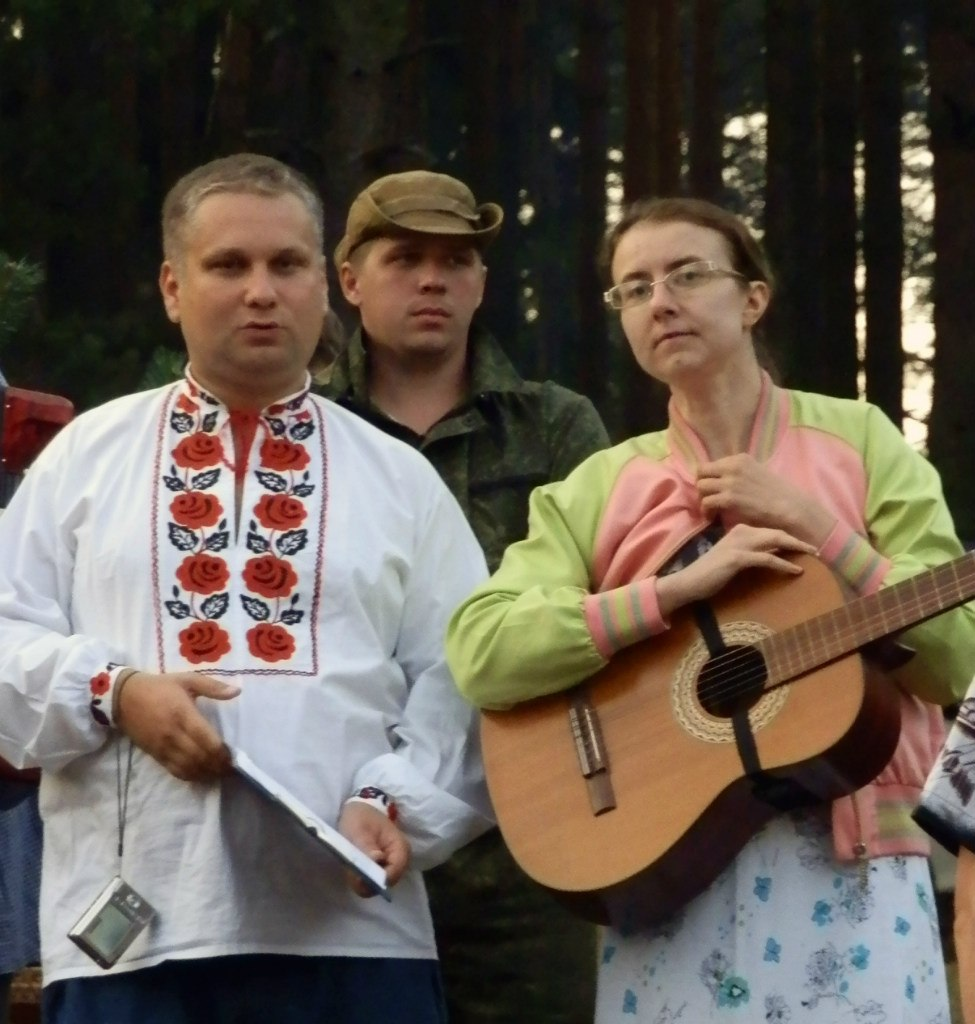
Учасники третього УМФР. Селігер. літо 2013 року

Третій та заключний з'їзд УМФР відбувся 11-14 липня 2013 року. Відкриття форуму пройшло у Твері, а після цього учасники вирушили на озеро Бєлоє, яка входить у склад Селігеру. Цього разу молоді українці жили у наметах, відвідали Ніло-Столбенську пустинь. Також було оголошено, що у 2014 році з'їзд УМФР мав відбутися у Санкт-Петербурзі, а у 2015 році — у Києві.

## Співпраця з міжнародними організаціями

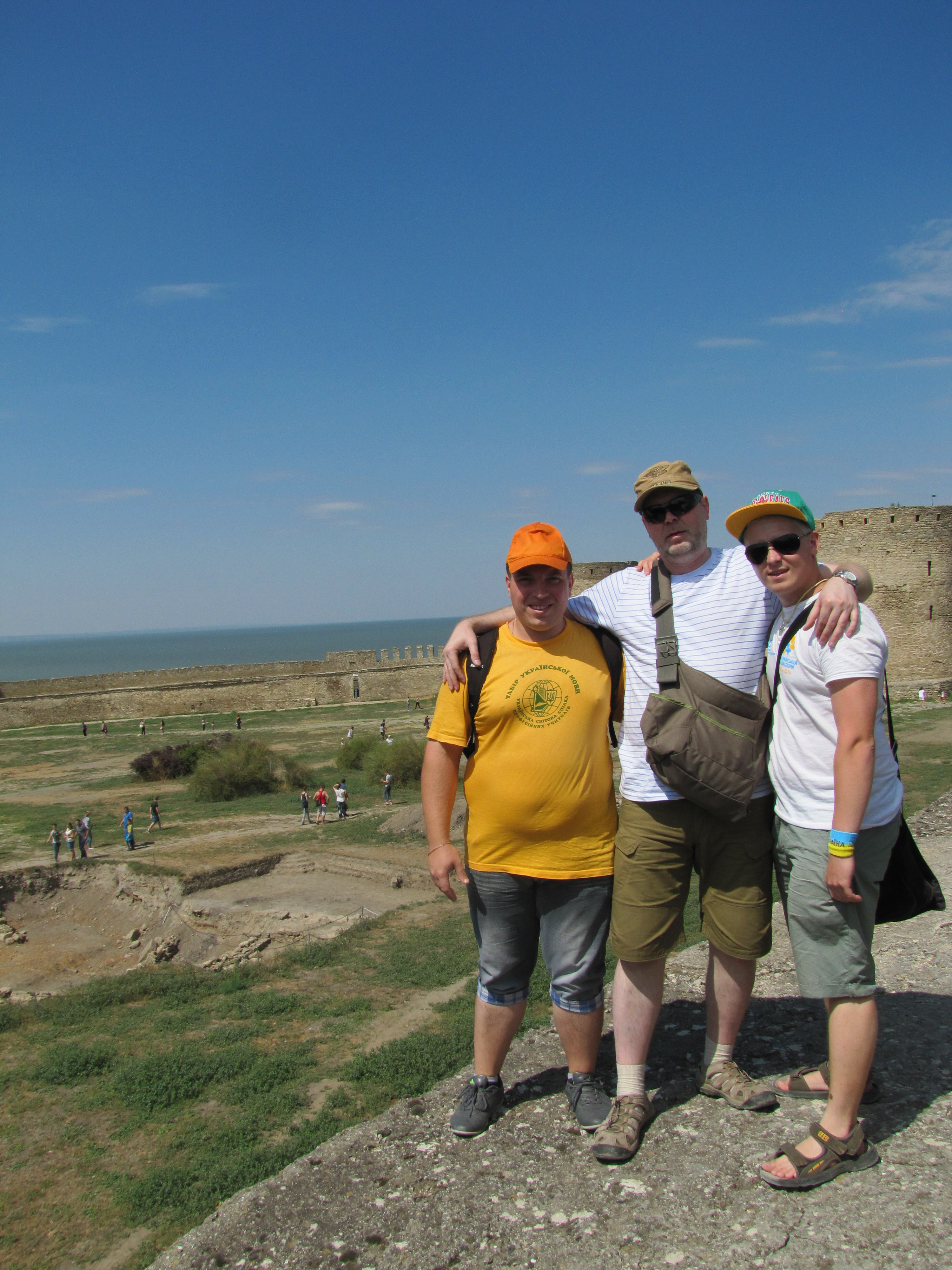
Члени оргкомітету Українського молодіжного форуму Росії під час Форуму української молоді діаспори (ФУМД). Білгород-Дністровський. 2015 рік

Учасники УМФР брали участь у громадсько-політичному житті України. Зокрема, були спостерігачами на виборах у Верховну Раду України 2012 року, додаткових виборах народних депутатів України 2013 року та позачергових виборах у Верховну Раду 2014 року у складі місії СКУ
Члени оргкомітету УМФР взяли активну участь у створенні Світового конгресу українських молодіжних організацій, зокрема, українець Росії Олексій Кривцов з Воронежа увійшов до контрольно-ревізійної комісії СКУМО. Але після того, як у 2015 році під час зборів СКУМО в Одесі відбувся скандал, щодо дезінформації проводу СКУМО учасників форуму, який завершився втечею тогочасного президента СКУМО Мирослава Гочака з будівлі Одеської ОДА, стосунки між УМФР та СКУМО, де-факто, були розірвані.